# Georges Duchêne
Pour les articles homonymes, voir Duchêne et Duchesne.
Georges Duchêne, né le 8 mars 1824 à Beaumont-la-Ronce et mort le 19 juillet 1876 à Ville-Évrard, est un typographe, journaliste et écrivain socialiste proudhonien spécialisé dans les questions économiques et financières.

## Biographie
Georges Duchesne (dont le patronyme sera plus tard écrit Duchêne) est le fils de Georges-Toussaint Duchesne, un charron analphabète de Beaumont-la-Ronce.
Élève boursier au petit séminaire de Tours, Duchêne apprend très jeune le métier de typographe et travaille tout d'abord aux imprimeries Mame. En 1843, il s'installe à Paris, où il est employé comme compositeur et correcteur par plusieurs imprimeries, notamment Gerdès et Claye.
Au lendemain de la Révolution française de 1848, Duchêne est délégué des typographes aux séances de la Commission du Luxembourg. La même année, il se fait également le porte-parole de ses collègues quand il tente de convaincre Pierre-Joseph Proudhon de prendre la direction d'un journal qui paraîtrait avec le concours des ouvriers imprimeurs. En réponse aux réticences du penseur socialiste, Duchêne tente de relancer lui-même Le Représentant du peuple, dont Proudhon accepte finalement la direction. Supprimée par le général Cavaignac en août 1848, cette feuille est remplacée par Le Peuple, dont Duchêne est le gérant. C'est à ce titre qu'il est condamné à 200 francs d'amende et un mois de prison, car le premier numéro du journal est paru avant le versement du cautionnement. De nombreuses autres poursuites et condamnations frappent bientôt Le Peuple et son gérant : douze procès entraînent 80 000 francs d'amende et, surtout, trente-trois années de peine d'emprisonnement, que Duchêne commence à purger à Sainte-Pélagie, Mazas, Clairvaux et Belle-Île-en-Mer. Il est finalement libéré au bout de trois ans et huit mois grâce à l'amnistie du 2 décembre 1852.

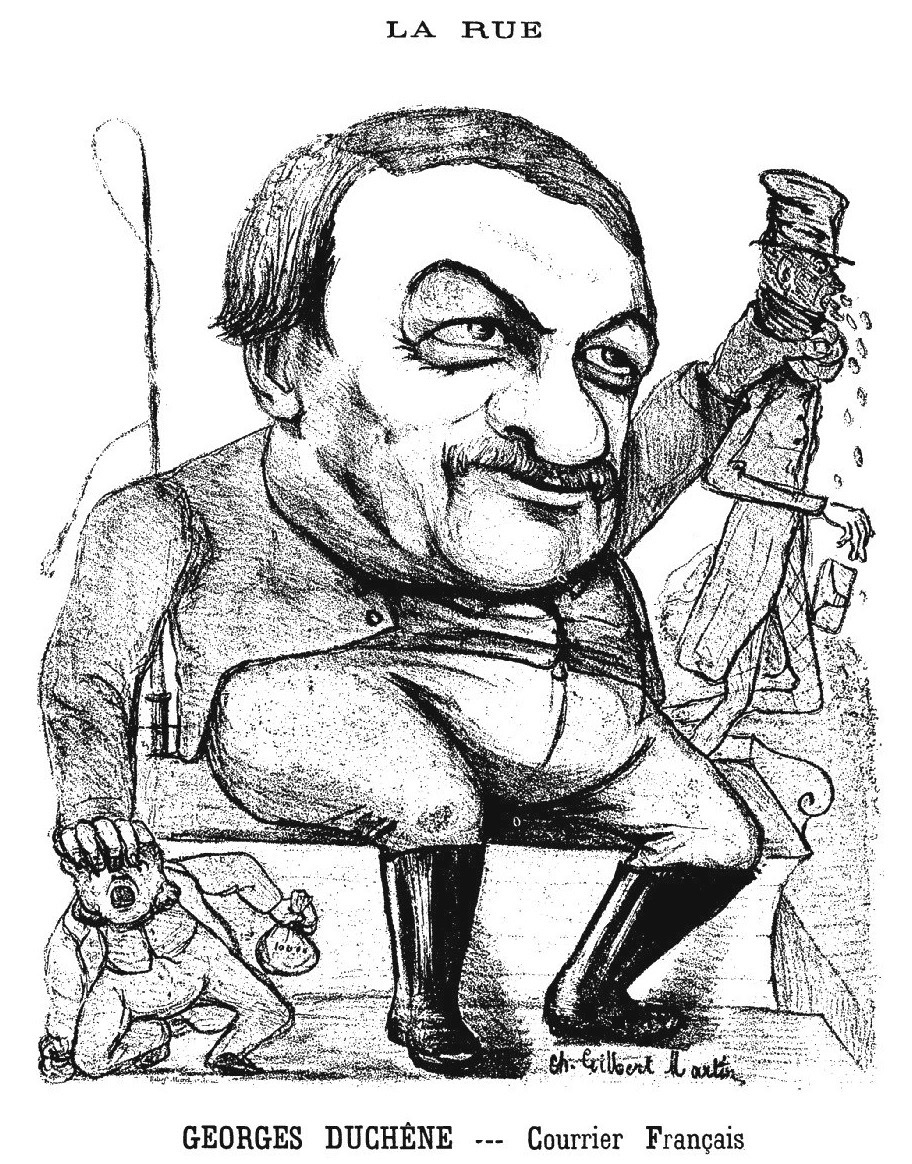
Caricature de Duchêne par Charles Gilbert-Martin (1867).

Duchêne reprend alors son activité de typographe tout en poursuivant sa collaboration avec Proudhon. En 1856, dans sa préface à la troisième édition du Manuel du spéculateur à la bourse, celui-ci remercie ainsi « M. G[eorges] Duchêne, ancien rédacteur du Peuple, qui a bien voulu se charger pour [lui] du gros de la besogne, nombre de pages d’une excellente rédaction, des traits d’une vive ironie qu'[il n’a] pas cru devoir supprimer, des analyses et des jugements d’une ferme et nette intelligence ». Fidèle disciple de Proudhon, Duchêne sera, avec Langlois et Chaudey, l'un des exécuteurs testamentaires désignés pour la publication des œuvres posthumes du philosophe franc-comtois.
Duchêne passe au début des années 1860 chez Hachette, où il collabore au Dictionnaire des communes de la France d'Adolphe Joanne.
En 1867, il finance la création d'un nouveau quotidien, Le Courrier français, titre qui avait auparavant une parution hebdomadaire et qui avait déjà publié quelques-uns de ses articles. Sous la direction de Vermorel, Duchêne s'y consacre aux questions économiques, dénonçant notamment la spéculation boursière et la « féodalité financière ». Il est condamné à un mois de prison en raison d'un article sur les marchands de vin. Entre la fin des années 1860 et le début des années 1870, il devient le rédacteur en chef du Havre dans la ville éponyme puis de L’Écho du Nord de Lille.
Sous la Commune, il collabore à La Commune, journal de la révolution politique et sociale, aux côtés d'Henri Brissac, Émile Clerc, Camille Clodong, Louis Dagé, Daubès, Odilon Delimal, Charles Lullier, Henri Maret, Jean-Baptiste Millière et Louis-Augustin Rogeard, qui sont pour la plupart d'anciens rédacteurs du Combat et du Vengeur. Bien que clairement opposé « aux boule-dogues de M. Thiers », contre lesquels il propose d'employer le « feu grégeois », Duchêne n'hésite pas à critiquer vivement le Comité central, ce qui entraîne la suppression du journal le 19 mai 1871.

### Œuvres
- La Spéculation devant les tribunaux. Pratique et théorie de l'agiotage, Paris, Librairie centrale, 1866.
- L'Empire industriel. Histoire critique des concessions financières et industrielles du Second Empire, Paris, Librairie centrale, 1869.
- L’Économie politique de l'Empire (recueil d'articles parus dans Le Havre), Le Havre, Santallier, 1870.
- Les Six phases de la compagnie du Nord-Est, Lille, Aux bureaux de L’Écho du Nord, 1872.

### Notices biographiques
- H. Bellanger, « Georges Duchêne », La Rue, 7 décembre 1867, p. 5-6.
- Marcellin Berthelot (dir.), La Grande Encyclopédie, t. 14 (Delle-Duègne), Paris, Lamirault, 1892, p. 1184-1185.
- Pierre Larousse, Grand Dictionnaire universel du XIXe siècle, t. 6 (D), Paris, 1870 (lire en ligne), p. 1330.
- Gustave Vapereau (5e édition), Dictionnaire universel des contemporains, Paris, Hachette, 1880 (lire en ligne), p. 606.